# Тигоев, Алексей Викторович
Алексей Викторович Тигоев (род. 1970, Медвежьегорск, Карельская АССР, РСФСР, СССР) — советский убийца и российский серийный убийца, совершивший не менее 7 убийств в 1990 году и в период с 20 сентября по 1 декабря 2003 года на территории Республики Карелия и города Псков. Известен под прозвищем «Медвежьегорский маньяк». Тигоев имел необычный фетиш — стимулом для совершения им убийств являлся топор, как только он попадал в поле его зрения. В 2004 году по определению коллегии Верховного суда Карелии Алексей Тигоев был признан невменяемым, и ему было назначено принудительное лечение в психиатрической клинике.

## Биография

### Детство, юность и первое убийство
Алексей Тигоев родился в 1970 году в городе Медвежьегорск (Карельская АССР). Детство провел в социально неблагополучной обстановке, так как оба его родителя страдали алкогольной зависимостью. В конце 1970-х родители Алексея были лишены родительских прав, после чего он органами опеки и попечительства  был отправлен в детский дом, расположенный в поселке Кестеньга. В 1988 году Тигоев выпустился из детского дома, после чего получил необходимый набор документов и уехал в Псков, где поступил в профтехучилище и получил образование плотника. После получения образования Тигоев в 1990 году вернулся в Карелию. Он остановился в селе Тукса Олонецкого района, где проживал один из друзей его детства. Через несколько недель Тигоев совершил кражу и убийство отца своего друга. После ареста в совершении кражи Алексей Тигоев признался в совершении убийства мужчины и показал сотрудникам прокуратуры место захоронения его трупа, которое было расположено на совхозных полях. Это убийство, как и все последующие, Тигоев совершил с помощью топора. За совершение убийства Тигоев был осужден, получив в качестве уголовного наказания 11 лет лишения свободы. Отбыв наказание полностью, он вышел на свободу в 2001 году, после чего вернулся в Карелию к своей матери, которая проживала в Медвежьегорске. До сентября 2003 года Тигоев не был замечен в проявлении девиантного поведения и не демонстрировал признаков психического расстройства. В начале сентября 2003 года в квартире матери Тигоева произошел пожар, после чего он был вынужден искать новое жилье. В конечном итоге он уехал из Медвежьегорска и появился в городе Олонец.

### Серия убийств
Первой жертвой Тигоева стал житель Олонца, который в день своей смерти занимался ремонтом автомобиля в своем гараже. В ходе знакомства мужчины разговорились и начали употреблять алкогольные напитки, после чего между ними произошел конфликт. В ходе конфликта Тигоев нашел в гараже топор, после чего потерял самоконтроль и совершил на свою жертву нападение, в ходе которого несколько раз ударил мужчину по голове, нанеся ему открытую черепно-мозговую травму, от осложнений которой он скончался. После убийства Тигоев покинул Олонец и вернулся в поселок Кестеньга, где пожил некоторое время, а в октябре того же года пешком отправился обратно в Медвежьегорск. По пути он наткнулся на  мурманчан, супругов Василия и Елену Кузнецовых, которые возвращались на своем «Москвиче» из дальней поездки, когда на 931-м километре автодороги «Санкт-Петербург–Мурманск» у прицепа их машины  сломалось колесо. Тигоев предложил супружеской паре помощь, на что они ответили согласием. Во время ремонта Тигоев заметил у мужчины в багажнике автомобиля среди инструментов топор, после чего схватил его и зарубил им супругов Кузнецовых. Автомобиль убитых Тигоев с целью уничтожения улик после совершения убийств поджег.
После совершения убийств Тигоев оказался в Медвежьегорске, но вскоре уехал из Карелии и вернулся снова в Псков. Он устроился плотником на одном из городских заводов, который выделил ему место в заводском общежитии. 2 ноября 2003 года, после окончания трудового дня Тигоев совершил очередное убийство. Его очередной жертвой стал 13-летний мальчик. По версии следствия, компания подростков вступила в конфликт с Тигоевым после того, как он не сдержался и крикнул на них, так как они вели себя шумно и мешали ему отдыхать. Во время конфликта ряд подростков высказались в адрес Тигоева нецензурной бранью, после чего он совершил на них нападение, в ходе которого зарубил 13-летнего мальчика топором. После совершения преступления Тигоев собрал вещи и покинул Псков. Ему удалось беспрепятственно добраться до Карелии, где 1 декабря 2003 года он совершил еще 2 убийства. Его последними жертвами стали знакомые ему мужчина и женщина, которые приютили его на несколько дней в своей квартире. Как и в предыдущих случаях, Тигоев зарубил их топором, нанеся им множественные рубленые раны головы. В ходе расследования жильцы соседней квартиры заявили, что причастность к совершению убийств может иметь Тигоев, которого они видели в гостях у потерпевших и даже общались с ним.

### Арест, следствие и суд
На основании свидетельских показаний Алексей Тигоев вскоре был арестован и, согласно свидетельствам следователя Медвежьегорской прокуратуры Дениса Полякова и сотрудника районного розыска Дмитрия Зайкова, признался в совершении остальных убийств и поведал им детали, которые были неизвестны следствию. Так он рассказал о совершении двойного убийства, совершенном им в конце октября 2003 года. По словам Тигоева, после совершения убийств супругов Кузнецовых он отправился на станцию Масельгская, которая была расположена под Медвежьегорском, где он раньше подрабатывал. В близлежащем к станции поселке он попросился погостить к двум знакомым мужчинам, который его приютили. Через несколько дней к ним пришли родственники умершего односельчанина и попросили вырыть могилу в обмен на материальное вознаграждение. Согласно показаниям Тигоева, он не получил денег за выполненную работу от своих знакомых, вследствие чего, после того как они вернулись домой с поминок, Тигоев будучи в состоянии алкогольного опьянения на почве личных неприязненных отношений зарубил их топором, после чего запер дверь в доме и уехал.

Из протокола допроса Алексея Тигоева:
Мы и пошли втроем. Могилу вырыли, выпили на поминках и пошли домой. Дома еще выпили. Потом мне обидно стало, что М. с В. деньги за могилу получили, а мне ничего не дали. Я взял топор и зарубил их. Потом запер дверь и ушел.
Показания Тигоева стали откровением для сотрудников милиции, потому что указанные им преступления ни по каким сводкам не проходили. В середине декабря 2003 года Тигоев под конвоем был доставлен на место совершения убийств для проведения следственного эксперимента, целью которого было воспроизведение опытным путём действий, обстановки и других обстоятельств, связанных с убийствами. Во время обыска и осмотра дома, сотрудники правоохранительных органов обнаружили в одной из его комнат два полуистлевших трупа, которые лежали там два уже месяца, после чего причастность Тигоева к совершению этих преступлений была подтверждена. Соседи убитых заявили сотрудникам правоохранительных органов, что не придавали значения отсутствию мужчин, связав их отсутствие с их увлечением рыбалкой. Родственники одного из убитых проживали в Медвежьегорске, но и они не стали обращаться в милицию и писать заявление об исчезновении человека.
В конечном итоге Алексею Тигоеву в марте 2004 года было предъявлено обвинение в совершении 6 убийств. В ходе расследования прокуратура из-за отсутствия доказательств посчитала, что смерть супружеской пары Кузнецовых на автодороге Санкт-Петербург — Мурманск наступила не от рук Тигоева. Незадолго до открытия судебного процесса по ходатайству его адвокатов Тигоев был этапирован в Москву, где в течение нескольких недель проходил психиатрическое освидетельствование в Государственном национальном центре социальной и судебной психиатрии имени Сербского, по результатам которого  был признан невменяемым. На основании этого 21 декабря 2004 года по определению коллегии Верховного суда Карелии Тигоев был освобождён от уголовной ответственности и направлен на принудительное лечение в психиатрическую клинику с интенсивным наблюдением. После 2004 года достоверных сведений о дальнейшей судьбе Алексея Тигоева нет.